# Приклонский, Виктор Васильевич
Виктор Васильевич Приклонский (21 февраля 1924, Изюм, Харьковская губерния, СССР — 6 апреля 1981, Украинская ССР, СССР) — украинский советский транспортник. Начальник Донецкой железной дороги (1968—1981).

## Биография
В 1949 году окончил Харьковский институт инженеров железнодорожного транспорта.
С 1950 года начал работать на Северодонецкой железной дороге — дежурным, диспетчером поезда, начальником отдела эксплуатации Дебальцевского отделения, начальником службы движения Донецкой железной дороги.
В течение 1961—1963 годов — начальник Ясиноватского отделения Донецкой железной дороги. Впоследствии — первый заместитель начальника Среднеазиатской железной дороги.
В течение 1967—1968 — первый заместитель начальника Донецкой железной дороги.
В 1968—1981 — начальник Донецкой железной дороги.
Из-за неурядиц в семье и на работе 6 апреля 1981 года покончил жизнь самоубийством.

## Чествование
Отмечен многими государственными наградами.
В его честь названа детская Малая Донецкая железная дорога имени В. В. Приклонского в Донецке и станция Просяная Донецкой железной дороги.
В 2009 голу занял 3 место в рейтинге «Выдающиеся железнодорожники Украины», по версии читателей газеты «Магистраль».
- Библиография
- Книга "И розы бывают плакучие..." автор Борис Свердлов. Донецк, 2003 -316 с. ил. Издательство ООО "Лебедь" ( документальная повесть о Викторе Приклонском)